# Linn (Krefeld)

Sigulum Civitatis Linensis 1591

Linn ist seit der Eingemeindung im Jahre 1901 ein Stadtteil von Krefeld. Linn liegt mit seinem historischen Stadtkern eingebettet im niederrheinischen Tiefland ca. 5 Kilometer östlich des Krefelder Stadtzentrums und südlich von Uerdingen. Es bildet zusammen mit Oppum und Teilen Bockums den Stadtbezirk Oppum-Linn.

## Geschichte

### Mittelalter
Den ältesten Hinweis auf Linn findet man in der Kaiserswerther Urkunde die zwischen 1090 und 1120 verfasst wurde. Das Kaiserswerther Kapitel bezog zu dieser Zeit Einkünfte aus Linn. 1186 tritt ein Gerlach und 1234 ein Gerhard von Linn jeweils als Zeuge auf.
Die Burg in Linn wurde 1299 erstmals urkundlich erwähnt. Zu dieser Zeit gehörte Linn zur Grafschaft Kleve (1265–1392/94).
Die Stadt Linn wurde in der 1. Hälfte des 14. Jahrhunderts durch Graf Dietrich VIII. von Kleve im Osten der Vorburg zur Burg Linn gegründet. 1388 übernahm der Kölner Erzbischof Friedrich III. von Saarwerden die Herrschaft in Linn, als Kölnisches Lehen in Besitz. Die Burg Linn wurde Sitz des kurkölnischen Amtmannes Tilgin von Bremt.
In der kurkölnischen Zeit wurden die Burg und die Stadt nur kaum ausgebaut da der Schwerpunkt auf die Befestigung der ebenso zum Erzbistum gehörenden, nahegelegenen Stadt und Zollstation Uerdingen gelegt wurde.

### Frühe Neuzeit
Die Erhebungsurkunde zur Stadt ist 1642 bei der Besetzung durch die Hessen nach der Schlacht auf der Kempener Heide verloren gegangen. Die hessische Besatzung baute die Befestigungsanlagen von Burg und Stadt weiter aus (1642/50) und gruben einen zweiten Wassergraben um Burg und Stadt.
Nach der hessischen Besatzung bemühten sich die Linner Bürger um die Restaurierung ihrer Stadtrechte. Der damalige Bürgermeister Johann Streithoven bezeugte 1652 auf seinem Sterbebett, noch von der alten Urkunde Kenntnis zu haben. Er bezeugt vor den Linner Schöffen, Müntje, Spies, Kochs und Peter Reinerz, die Art und den Umfang der Stadtprivilegien. Dokumentiert wurde dieser Vorgang vom damaligen Gerichtsschreiber Theodor Gerlatzen. Auch dieses Protokoll liegt nicht mehr im Original vor. Es gibt jedoch einen Auszug vom Gerichtsschreiber und Stadtsekretär Moras und dem Notar Küpper (Mitte 18. Jahrhundert), der anlässlich einer Beweisführung für die Berechtigung des Weid- und Schweidganges in der Elt den kurfürstlichen Behörden vorgelegt wurde. Aus diesem Auszug geht hervor, dass Herrn Küpper und Herrn Moras das Protokoll noch im Original vorgelegen haben muss.
Von 1794 bis 1813 war Linn Teil des Arrondissement de Crévelt im Département de la Roer unter französischer Herrschaft. Ab 1816 gehörte Linn als eigenständige Bürgermeisterei zum Kreis Krefeld als Teil der preußischen Rheinprovinz. In der Rheinischen Städteordnung von 1856 wurde Linn bereits nicht mehr als Stadt aufgeführt.
1863 wurde an der Rheinbabenstraße eine Synagoge im Stil der orientalisierenden Architektur (mit Kuppel) errichtet; der „Seidenbaron“ Philipp de Greiff bzw. seine Tochter Marianne Rhodius bezahlten den Bau. 1874 wurde der Bahnhof Krefeld-Linn eröffnet.

### Moderne

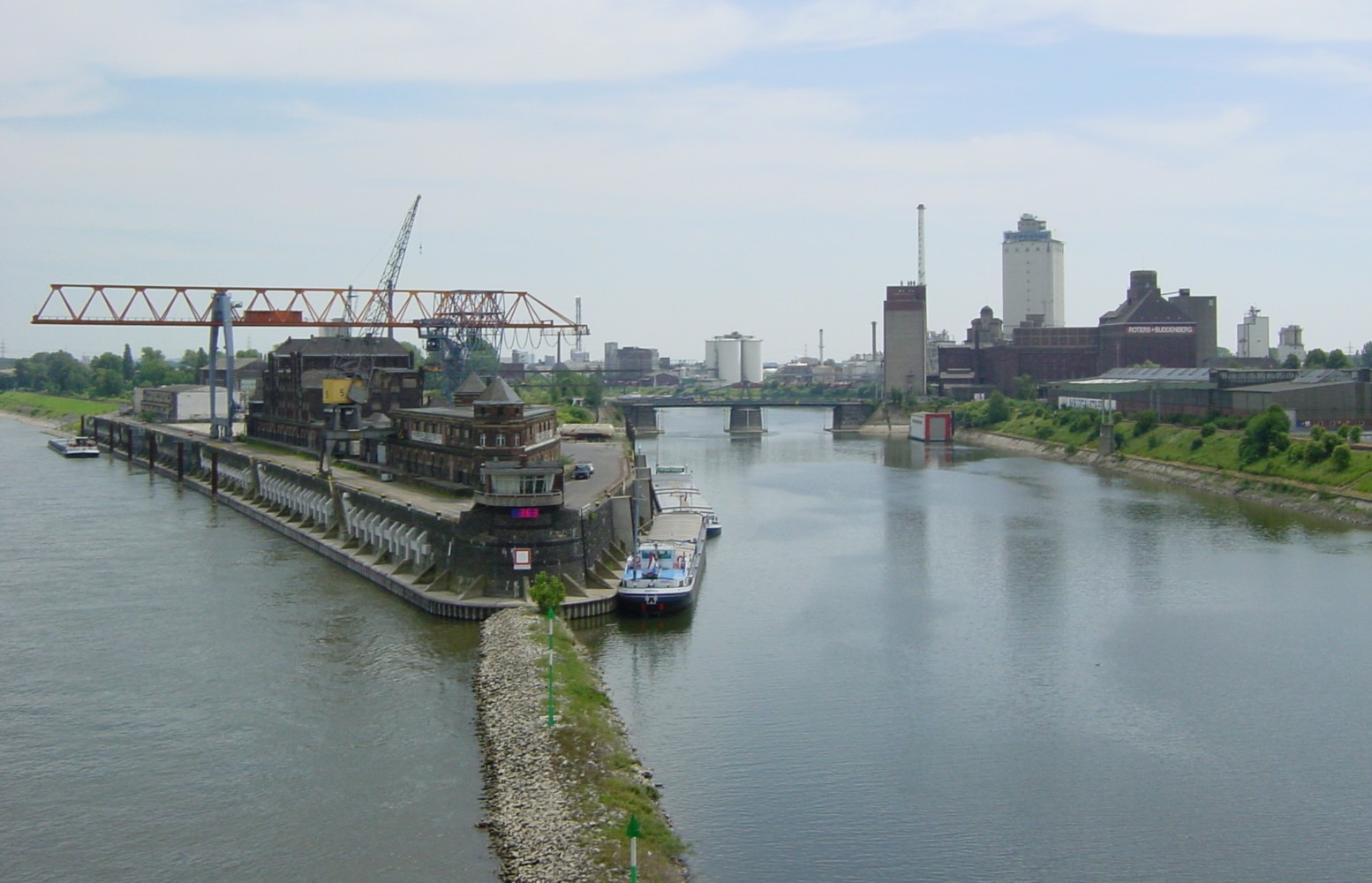
Der Linner Hafen heute

Die Dorfgemeinde Linn wurde 1901 in die Stadt Krefeld eingemeindet. Sie lag mit ihrem historischen Stadtkern ca. 5 Kilometer östlich von Krefeld, ohne einen direkten Korridor. Erst die Eingemeindung Oppums im Jahr 1907 ermöglichte den direkten Zugang Krefelds nach Linn und zum Rhein. Der Ausbau des Rheinhafens (1905–1906) beeinflusste dann die weitere Entwicklung des Stadtteils entscheidend. 1910/11 bekam der Hafen eine Hafenbahn. Im Folgenden siedelten sich deshalb verschiedene Industriebetriebe an. Herausragendste Ansiedlungen waren:
- Dreiring-Werk,  (1905),
- Schamottefabrik Stoecker & Konz (1906),
- Guano Düngemittelwerke (1910),
- Stahlwerk Becker (1917–1945),
- Brand Purina Kraftfutterwerk (1925),
- Deutsche Maizena-Werke als größte europäische Maisstärkefabrik (1954).

1941 wurden in Linn zwei Hochbunker gebaut; sie fassten je 2500 Menschen: einen am Memeler Platz und einen auf der Rheinbabenstraße (nahe der Burg Linn). Letzterer ist heute Museum (siehe Museumszentrum Burg Linn).
In Linn (etwa da, wo heute die Autobahnabfahrt der A 57 Oppum/Linn ist) war eine der beiden großen Flak-Stellungen (schwere Flak) um Krefeld, die Batterie 2./264 'Latumer Bruch' (die andere war in Fichtenhain). Daneben gab es noch etwa ein Dutzend kleinerer Flakgeschütze um Krefeld.

### Nach dem Zweiten Weltkrieg
Linn wurde in beiden Weltkriegen von der Zerstörung weitgehend verschont. Beinahe der gesamte historische Stadtkern steht heute unter Denkmalschutz. Bei der Erweiterung des Linner Hafens 1971–1978 fand man die Überreste einer alten römischen Kaianlage und auch drei mittelalterliche Schiffe unter dem Schwemmsand. Die Kähne wurden in einer Notgrabung gerettet. Einer der Kähne stammt aus karolingischer Zeit und wurde zunächst mehrere Jahrzehnte in einer Konservierungslösung aufbewahrt. Heute ist der Kahn in einer eigens dafür errichteten Halle im Niederrheinmuseum des Museumszentrums Burg Linn zu besichtigen.

## Öffentliche Einrichtungen und Bildung
Die Krefelder Stadtverwaltung unterhält in Linn ein Bürgerbüro. Linn besitzt eine Grundschule.

## Kultur und Sehenswürdigkeiten

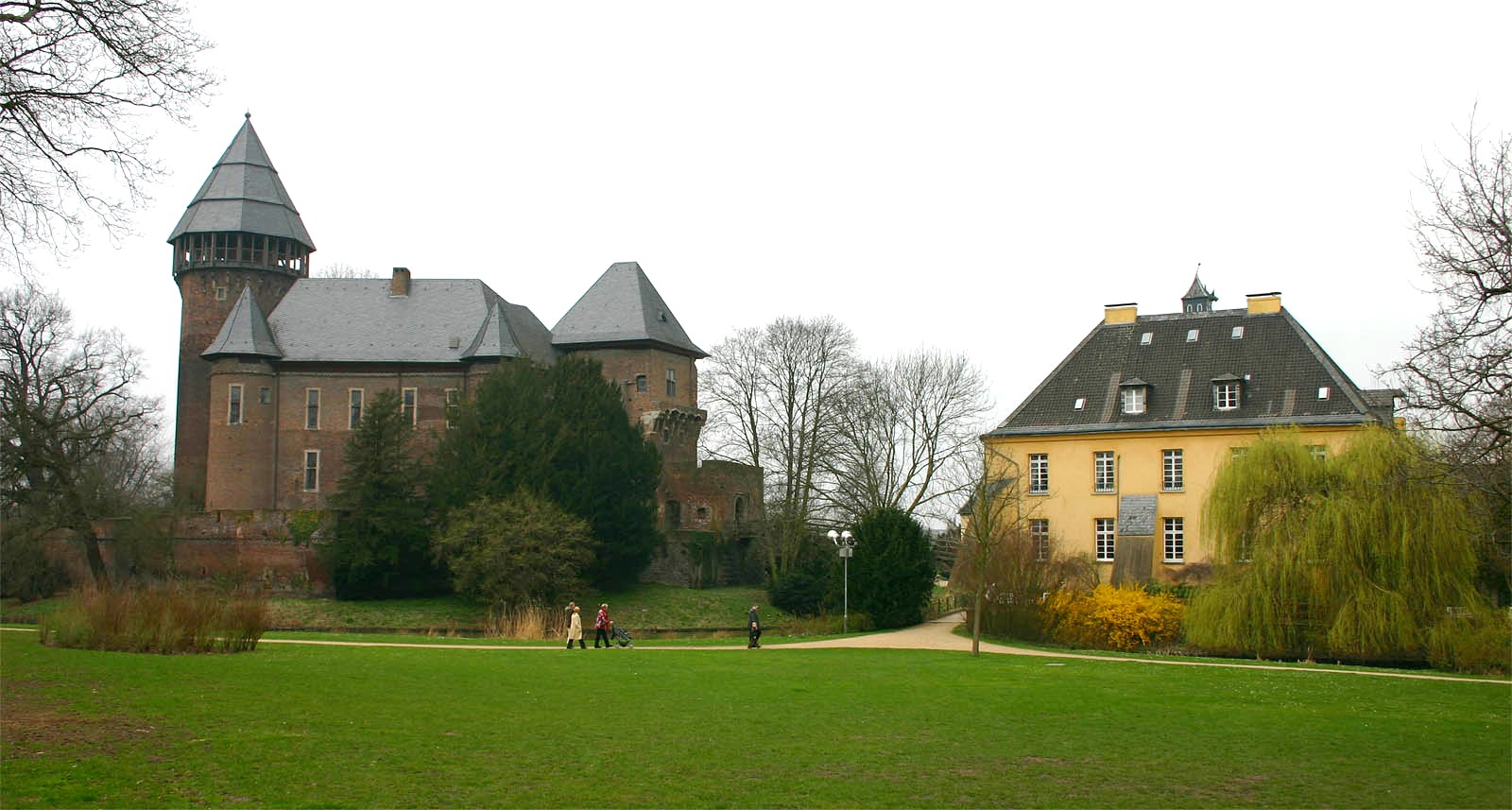
Burg Linn mit Jagdschlösschen

### Museen
- Deutsches Textilmuseum
- Museumszentrum Burg Linn

### Historische Gebäude
- Die Burg Linn ist eine Wasserburg mit Befestigungs- und Parkanlage und geht in ihren Ursprüngen bis ins 12. Jahrhundert zurück.
- Der Mühlenhof ist eine historische Wassermühle.
- Das in der Vorburg der Burg befindliche Jagdschlösschen war ursprünglich Back- und Brauhaus.
- Das Greiffenhorst-Schlösschen ist ein ehemaliges Garten- und Jagdhaus im Greiffenhorstpark.
- Das gesamte Ensemble der Altstadt steht unter Denkmalschutz, darunter auch der Issumer Turm und der Bakenhof.
- Die Drehbrücke im Linner Rheinhafen feierte 2005 ihr hundertjähriges Bestehen.

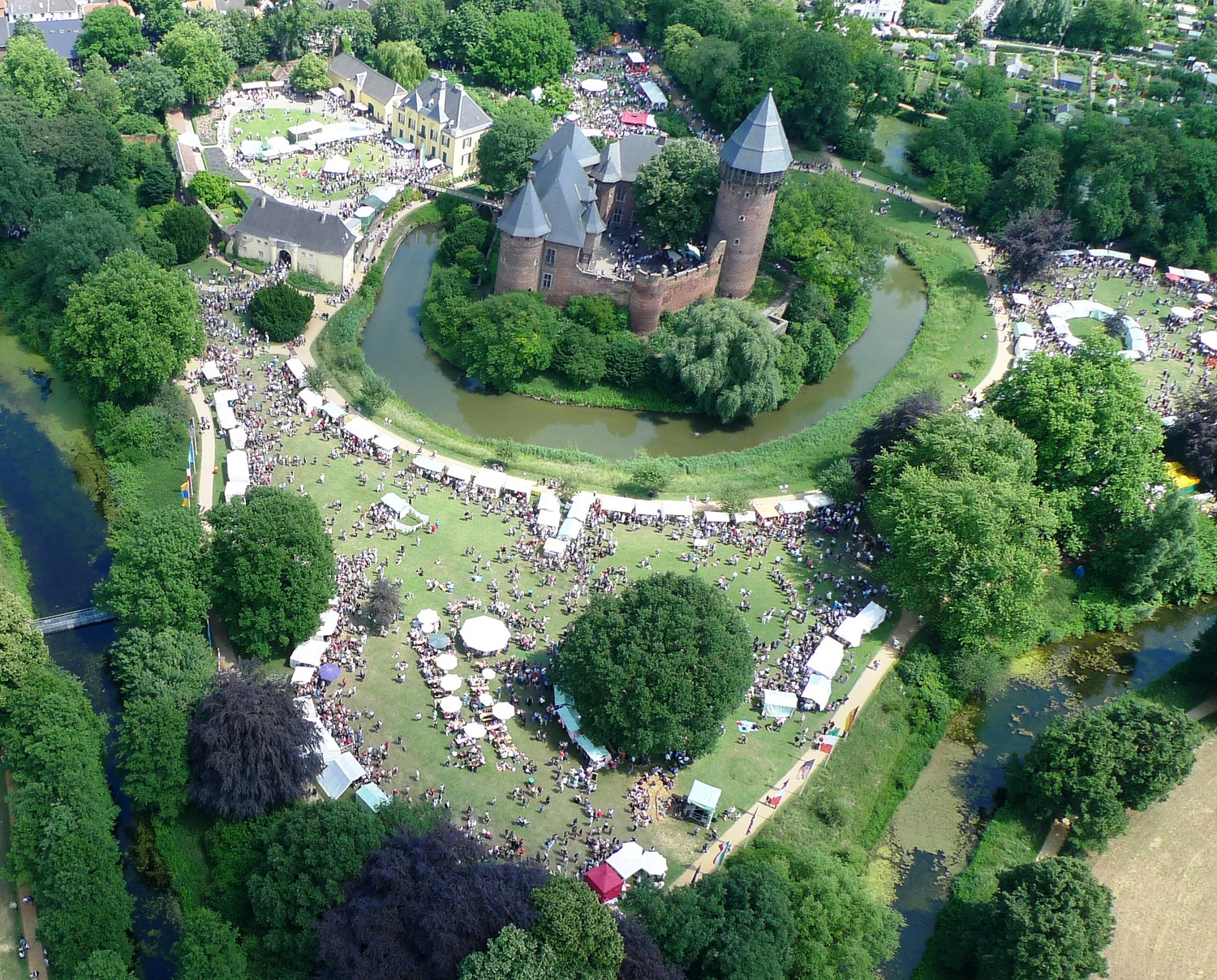
Flachsmarkt Luftaufnahme

### Veranstaltungen
- Jedes Jahr am Pfingstwochenende findet um die Burg Linn und in der angrenzenden Linner Altstadt der überregional bekannte Flachsmarkt statt. Der mittelalterliche Handwerkermarkt ist der größte Handwerkermarkt Deutschlands. Hier bieten mittlerweile über 300 Händler ihre Waren an.

### Persönlichkeiten
- Kaspar von Heinsberg (1820–1897), Verwaltungsbeamter, Landrat der Kreise Grevenbroich und Neuss
- Johann Josef Lücker (1821–1900), deutscher Porträt-, Genre- und Kirchenmaler
- Ludwig Athanasius Winterswyl (1900–1942), katholischer Theologe
- Hansi Kürsch (* 1966), Sänger, Songwriter und Bassist